# 126
سنة 126 م (بالأرقام الرومانية: CXXVI) كانت سنة بسيطة تبدأ يوم الإثنين (الرابط يظهر نموذج الجدول الزمني الكامل للسنة) من التقويم اليولياني. بدأت تسمية السنة ب126 منذ العصور الوسطى المبكرة، عندما أصبح تقويم أنو دوميني هو الأسلوب السائد في أوروبا لتسمية السنوات.

## مواليد
- برتيناكس